# Kevin Lewis (calciatore 1999)
Kevin Mathías Lewis Rodríguez, noto semplicemente come Kevin Lewis (Cebollatí, 8 gennaio 1999), è un calciatore uruguaiano, centrocampista dell'OFI Creta.

## Caratteristiche tecniche
È un esterno sinistro.

## Carriera
Cresciuto nel settore giovanile del Peñarol, debutta in prima squadra il 27 maggio 2018 in occasione dell'incontro di Primera División Profesional vinto 2-1 contro l'Atenas; nel 2021 viene prestato al Sud América.

## Statistiche
Statistiche aggiornate al 6 giugno 2021.

### Presenze e reti nei club
| Stagione        | Squadra         | Campionato      | Campionato | Campionato | Coppe nazionali | Coppe nazionali | Coppe nazionali | Coppe continentali | Coppe continentali | Coppe continentali | Altre coppe | Altre coppe | Altre coppe | Totale | Totale | Totale |
| Stagione        | Squadra         | Comp            | Pres       | Reti       | Comp            | Pres            | Reti            | Comp               | Pres               | Reti               | Comp        | Pres        | Reti        | Pres   | Reti   |        |
| --------------- | --------------- | --------------- | ---------- | ---------- | --------------- | --------------- | --------------- | ------------------ | ------------------ | ------------------ | ----------- | ----------- | ----------- | ------ | ------ | ------ |
| 2018            | Peñarol         | PD              | 2          | 0          |                 | -               | -               | CL+CS              | 0                  | 0                  |             | -           | -           | 2      | 0      |        |
| 2020            | Peñarol         | PD              | 3          | 0          |                 | -               | -               | CL+CS              | 1+0                | 0                  |             | -           | -           | 4      | 0      |        |
| 2021            | Sud América     | PD              | 4          | 0          |                 | -               | -               |                    | -                  | -                  |             | -           | -           | 4      | 0      |        |
| Totale carriera | Totale carriera | Totale carriera | 9          | 0          |                 | -               | -               |                    | 1                  | 0                  |             | -           | -           | 10     | 0      |        |

## Palmarès

### Club

#### Competizioni nazionali
- Campionato uruguaiano: 1

Peñarol: 2018